# 苫小牧市立病院
苫小牧市立病院（とまこまいしりつびょういん）は、北海道苫小牧市にある病院（市区町村立病院）。東胆振と日高を医療圏とする広域中核病院。

## 沿革
- 1946年（昭和21年）：「苫小牧町立病院」として創設[3]。
- 1948年（昭和23年）：市制施行により、「苫小牧市立病院」と改称[3]。
- 1950年（昭和25年）：本幸町に移転し、「苫小牧市立保健病院」と改称[3]。
- 1952年（昭和27年）：2病棟、3病棟、給食室、手術室新築[3]。
- 1953年（昭和28年）：沼ノ端に分院開設（1966年休止）[3]。
- 1954年（昭和29年）：錦岡に分院開設（1965年休止）[3]。
- 1955年（昭和30年）：「苫小牧市立病院」と改称[3]。附属准看護婦養成所建設（1962年閉鎖）[3]。
- 1957年（昭和32年）：病棟及び診療棟新築[3]。
- 1958年（昭和33年）：「苫小牧市立総合病院」と改称[3]。
- 1961年（昭和36年）：附属高等看護学院設置（後の苫小牧市立総合病院附属高等看護学院。2005年3月閉校[4]）。
- 1967年（昭和42年）：第1期計画工事の新病棟及び管理部内完成[3]。
- 1968年（昭和43年）：第2期計画工事の診療棟完成[3]。
- 1973年（昭和48年）：救急センター（救命救急センター）開設[3]。
- 1982年（昭和57年）：新病棟完成[3]。
- 1983年（昭和58年）：中央病棟改修工事完成[3]。
- 1988年（平成元年）：基準看護特3類一部認可[3]。
- 1994年（平成06年）：基準看護特3類全部認可[3]。
- 2006年（平成18年）：清水町に移転し、「苫小牧市立病院」と改称[3]。
- 2007年（平成19年）：中国秦皇島市港口病院と「友好病院」締結[3]。
- 2008年（平成20年）：ヘリポート整備[3]。
- 2013年（平成25年）：災害派遣医療チーム（DMAT）発足[3]。
- 2014年（平成26年）：王子総合病院、日鋼記念病院、市立室蘭総合病院、伊達赤十字病院、八雲総合病院と「災害時等相互支援に関する協定」締結[5]。
- 2019年（令和元年）：手術支援ロボット、ダ・ヴィンチを導入[6]。

## 機関指定
| 臨床研修指定病院                                         | 災害拠点病院（地域医療災害センター）                                           |
| 災害派遣医療チーム北海道DMAT指定病院                     | 救急告示病院（救急指定病院）                                                   |
| 東胆振地域センター病院                                   | 北海道がん診療連携指定病院                                                     |
| 地域周産期母子医療センター                               | 日胆地方小児救急医療拠点病院                                                   |
| エイズ協力医療機関                                       | 第二種感染症指定医療機関                                                       |
| 感染症法結核指定医療機関                                 | 母子保健法未熟児養育医療指定医療機関                                           |
| 先天性血液凝固因子障害等治療研究業務委託医療機関         | ウイルス性肝炎進行防止対策・橋本病重症患者対策医療給付事業業務委託契約医療機関 |
| 小児慢性特定疾患治療研究業務委託契約医療機関             | 小児科兼インフルエンザ定点指定届出機関                                         |
| 保険医療機関（健康保険法・国民健康保険法）               | 国民健康保険療養取扱機関                                                       |
| 労災保険指定医療機関                                     | 生活保護法指定医療機関                                                         |
| 指定自立支援医療機関（更生医療・育成医療・精神通院医療） | 児童福祉法助産施設                                                             |
| 特定疾患治療研究業務委託契約医療機関                     | 原子爆弾被爆者一般疾病指定医療機関                                             |
| 感染症動向調査事業に係る指定届出機関                     | 眼科定点指定届出機関                                                           |
| 基幹定点届出機関                                         | 母体保護法指定医師が配置されている医療機関                                     |
| 肝疾患に関する専門医療機関                               |                                                                                |

## 診療科等

### 診療科
- 内科
- 呼吸器内科
- 消化器内科
- 循環器内科
- 神経内科
- 小児科
- 外科・内視鏡外科
- 整形外科
- 脳神経外科
- 皮膚科
- 泌尿器科
- 産婦人科
- 眼科
- 耳鼻咽喉科
- 歯科・歯科口腔外科
- 放射線科
- 病理診断科
- 麻酔科

### 部門
- 看護部
- 入院支援センター
- 化学療法
- 薬剤部
- 治験
- 検査科
- 臨床工学室
- リハビリテーション科
- 栄養管理科
- 感染制御室
- 医療安全対策室
- 地域医療連携室

## 施設認定
| 日本がん治療認定医機構認定研修施設                         | 日本内科学会認定医制度教育関連病院                             |
| 日本呼吸器学会関連施設                                     | 日本リウマチ学会教育施設                                       |
| 日本循環器学会専門医研修施設                               | 日本心血管インターベンション治療学会研修施設                   |
| 日本消化器病学会認定施設                                   | 日本大腸肛門病学会関連施設                                     |
| 日本消化器外科学会専門医修練施設                           | 日本外科学会外科専門医制度修練施設                             |
| 日本乳癌学会関連施設                                       | 日本整形外科学会専門医制度研修施設                             |
| 日本脳神経外科学会C項専門医訓練施設                        | 日本小児科学会専門医研修施設                                   |
| 日本周産期・新生児医学会周産期新生児専門医暫定指定研修施設 | 日本周産期・新生児医学会周産期母体・胎児専門医暫定指定研修施設 |
| 日本産科婦人科学会専門医制度専攻医指導施設                 | 日本泌尿器科学会専門医教育施設                                 |
| 日本透析医学会専門医制度教育関連施設                       | 日本眼科学会専門医制度研修施設                                 |
| 日本耳鼻咽喉科学会専門医研修施設                           | 日本病理学会登録施設                                           |
| 日本臨床細胞学会施設認定病院                               | 日本口腔外科学会専門医制度関連研修施設                         |
| 日本医学放射線学会放射線科専門医修練機関                   |                                                                |

## アクセス・駐車場
国道276号（支笏湖通）沿いに位置し、北海道道781号苫小牧環状線（双葉三条通・明野北通）からのアクセスも良い。苫小牧市緑ヶ丘公園に隣接している。
- 道南バス・あつまバス[注釈 1]
  - 「苫小牧市立病院前[8][注釈 2]」バス停下車。
  - 「市立病院通」バス停から徒歩で約200m。
- 駐車場：全331台分。